# الطلوح
الطلوح هي قرية وجماعة قروية تقع في إقليم الرحامنة بجهة مراكش آسفي، المغرب، وبلغ عدد سكانها 9.932 نسمة حسب الإحصاء العام للسكان والسكنى لسنة 2014.